# 路德維希·屈布勒

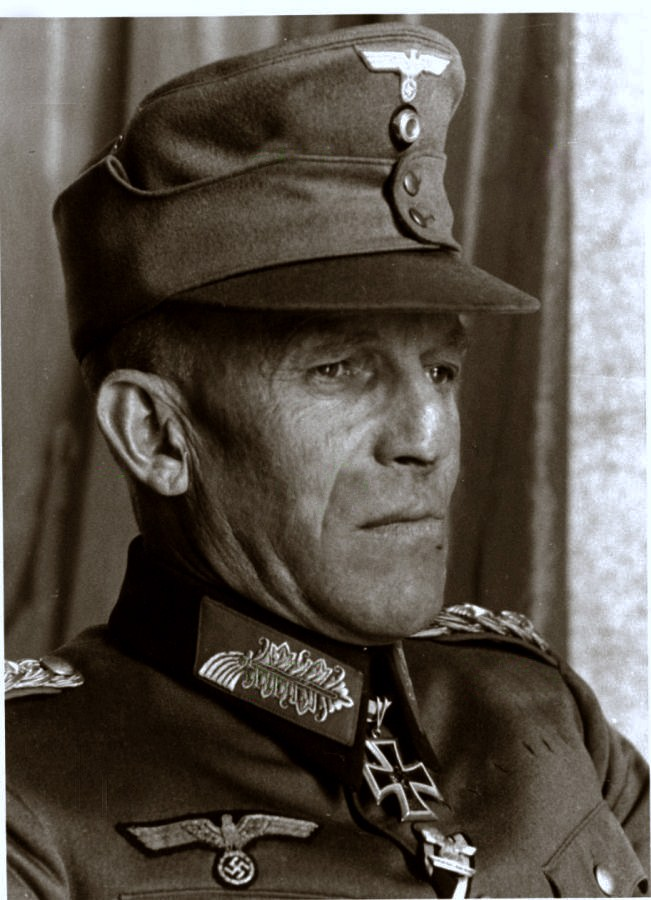
路德維希·屈布勒

路德维希·屈布勒（Ludwig Kübler，1889年9月2日 – 1947年8月18日）是一位纳粹德国国防军将领，一战爆发后，屈布勒随第15巴伐利亚王家步兵团服役于西方战线。一战結束后，他留在威瑪國防軍中。二战期间指挥第1山地師、第49山地军、第4集团军以及亞德里亞濱海戰區部隊。他因在1939年波兰战役期间指挥第1山地师而获颁铁十字勋章。法國戰役期间，他繼續指挥第1山地师，直到被任命为第39山地军军长。他指挥该军参与南斯拉夫戰役和巴巴羅薩行動。1941年12月，他被任命为第4集团军司令，后于次年1月被解职，並进入元首預備隊。1943年9月，他被任命为东线上的中央集團軍群后方安全部队司令，但又在次月出任亚德里亚滨海战区司令。战争结束时，他被南斯拉夫军俘虏，最终被判犯有战争罪，被处以死刑。